# Schritt zurück
Schritt zurück ist ein Musikalbum von Samuel Harfst.
Schritt zurück erschien 2012 auf dem raketen records Label und wird dem Genre Pop mit einer Tendenz zum Singer-/Songwriterstil zugerechnet.
Auf dem Album ist der instrumentale Bonustrack Fae von Dirk Menger vorhanden. Er ist auf dem Album Dirk Menger No. 1 zu finden.  

## Musikstil
Das Album Schritt zurück ist das sechste Album des Sängers. Harfst bezieht bei seinem Album das Cello mit ein, was den E-Bass mit einem etwas sanfteren Klang ersetzt. Weiterhin beschreibt er mit den Liedern dieses Albums persönliche Erfahrungen und Etappen seines Lebens.
Mit dem Cover Deutschland arrangiert Harfst die Deutsche Nationalhymne neu.
In einigen der Lieder wird Harfst von einem 30-köpfigen Chor unterstützt. Nach eigenen Angaben wurde dieser auf der Straße ausgewählt.

## Titelliste
1. Mit dir kommt der Sommer
2. Schritt zurück
3. Auf dein Wort hin
4. Morgenrot um Mitternacht
5. Komm wir stehlen uns davon (feat. Sarah Brendel)
6. Wenn du es auch so siehst
7. Anders als du denkst
8. Deutschland
9. Lass mich raten
10. Abschied
11. Sehenswürdigkeit
12. Ehrengast
13. Fae (Bonustrack)